# Брунов
Брунов (нім. Brunow) — громада в Німеччині, розташована в землі Мекленбург-Передня Померанія. Входить до складу району Людвігслуст-Пархім. Складова частина об'єднання громад Грабов.
Площа — 21,09 км2. Населення становить 292 ос. (станом на 31 грудня 2020).